# Galerie d'Ulysse
La galerie d’Ulysse est une célèbre galerie du château de Fontainebleau disparue en 1738. Elle fut construite sous le règne de François Ier et se situait à l'emplacement de l'aile Louis XV. Sa longueur équivalait à deux fois celle de la galerie des Glaces de Versailles. Ayant nécessité près de trente années de travail, elle fut détruite en 1738 par la volonté de  Louis XV.

## La Galerie

### Structure de la Galerie
Située dans l’aile sud du château, la galerie d’Ulysse a probablement été construite par l’architecte français Jean Androuet de Cerceau entre 1537 et 1538.
Elle formait une grande promenade qui menait de la terrasse du Pavillon des Poêles au jardin de l’étang et aboutissait à un escalier ouvrant directement sur la grotte des Pins.
Une étude  montre qu'elle était longue de plus de 150 mètres et surmontée sur toute sa longueur d’une voûte en plâtre sur lattis de bois.
La Galerie était éclairée par les oculi des lucarnes sur jardin, ainsi que par trente fenêtres côté cour et quinze côté jardin.
Elle était chauffée par quatre cheminées, dont trois sur la paroi sud.
Elle était divisée en quinze compartiments , à  ses extrémités il y avait  un vestibule côté est (entrée), et un escalier côté ouest (sortie conduisant à la grotte des Pins).

### Décors
La réalisation de son décor prit plus de trente années ; commencée probablement autour de 1554-1556 sous Henri II, elle fut terminée sous Charles IX en 1571.
Deux jours après la mort d'Henri II en 1559, Catherine de Médicis remercie Philibert Delorme, protégé de Diane de Poitiers, et confie les travaux au peintre maniériste originaire de Bologne, Francesco Primaticcio, dit Le Primatice, qui devient surintendant des maisons royales le 12 juillet 1559.
L’ensemble des peintures de la voûte, des parois, des manteaux de cheminées et des frises, furent réalisées d’après les dessins du Primatice par Nicolò dell'Abbate sur le thème de l’Odyssée d'Homère

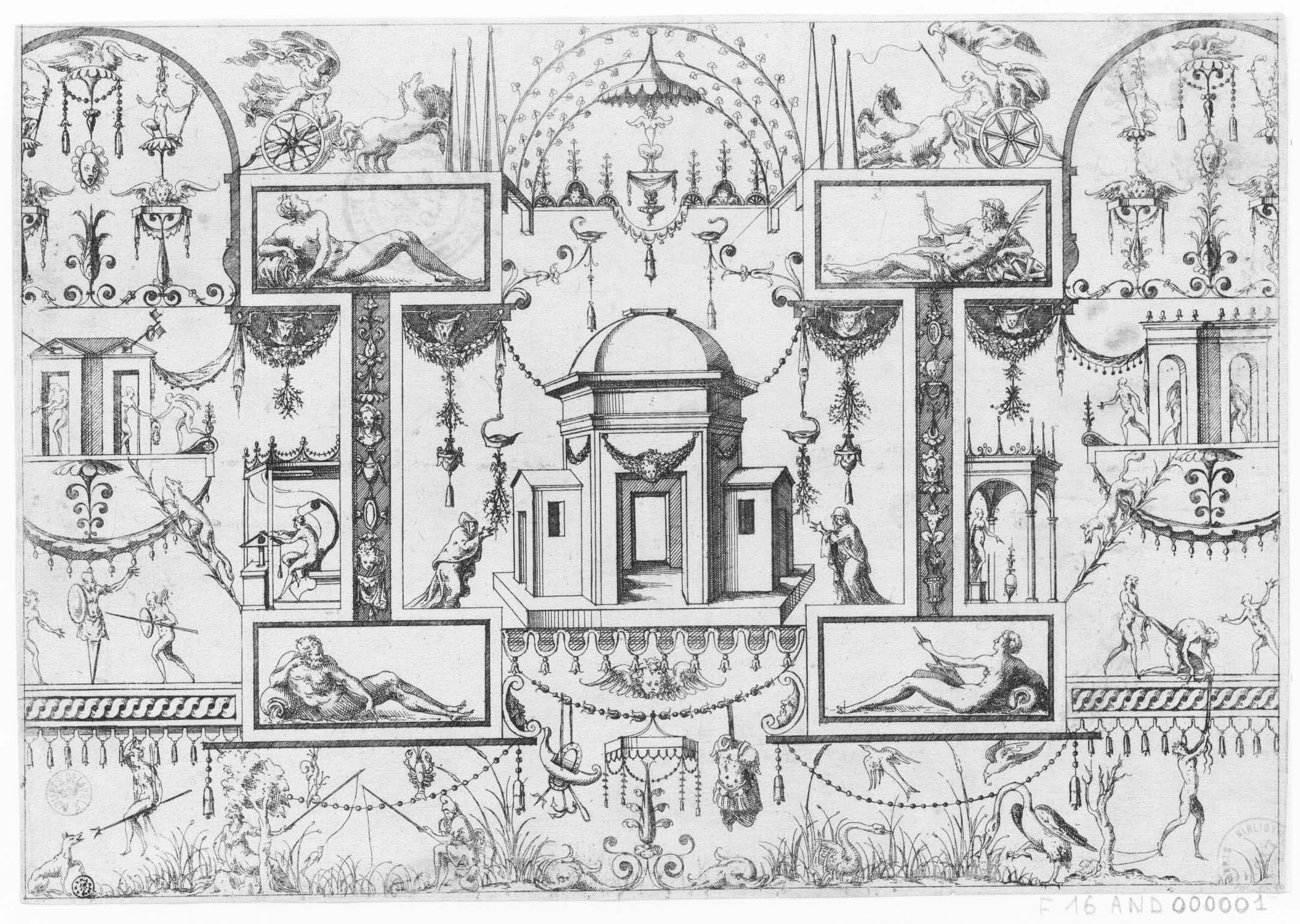
Grotesques dans la tradition de la Renaissance italienne pour la voûte de la Galerie d'Ulysse.

Le Primatice en livra les dessins et c’est Nicolò dell'Abbate qui les interpréta et les mit en couleurs sur les murs :

#### Voûte
La voûte, longue de plus de 150 mètres, était divisée en 15 compartiments.
Elle était peinte à fresque, son décor avait pour thèmes la mythologie et l'astrologie et la poésie  sur fond de grotesques.

#### Parois
Les parois étaient ornées de cinquante-huit scènes peintes à fresques, c’est-à-dire vingt-neuf de chaque côté de la galerie.
Elles étaient inspirées (plus ou moins largement) de l'Odyssée d’Homère.
De ce travail colossal, il ne nous est parvenu que des gravures et dessins préparatoires de Primatice ou Niccolo' dell'Abate.
Chaque tableau était compartimenté en trois séquences de douze tableaux,  groupés quatre par quatre sous trois compartiments de voûte.
Le dernier compartiment était moins large que les autres ; il incluait l’ensemble des dix  derniers tableaux restants.

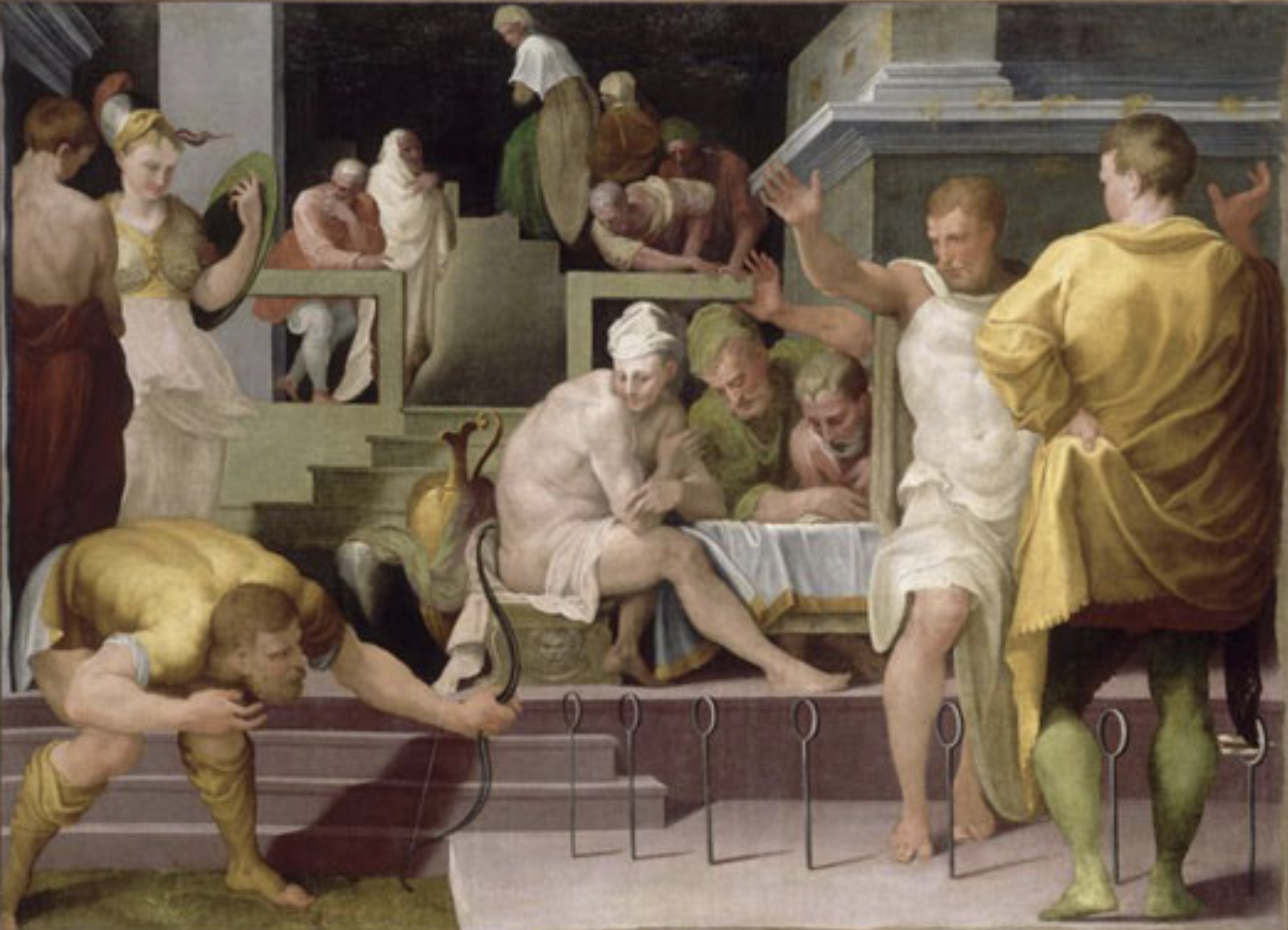
Ulysse à Ithaque ou le jeu de l’Arc - copie anonyme d'après Le Primatice.

#### Autres éléments
Les peintures de la Galerie d'Ulysse se complétaient d’autant de sopraporte et de frises, ainsi que de onze fenêtres en trompe-l'œil, des manteaux et des cheminées.

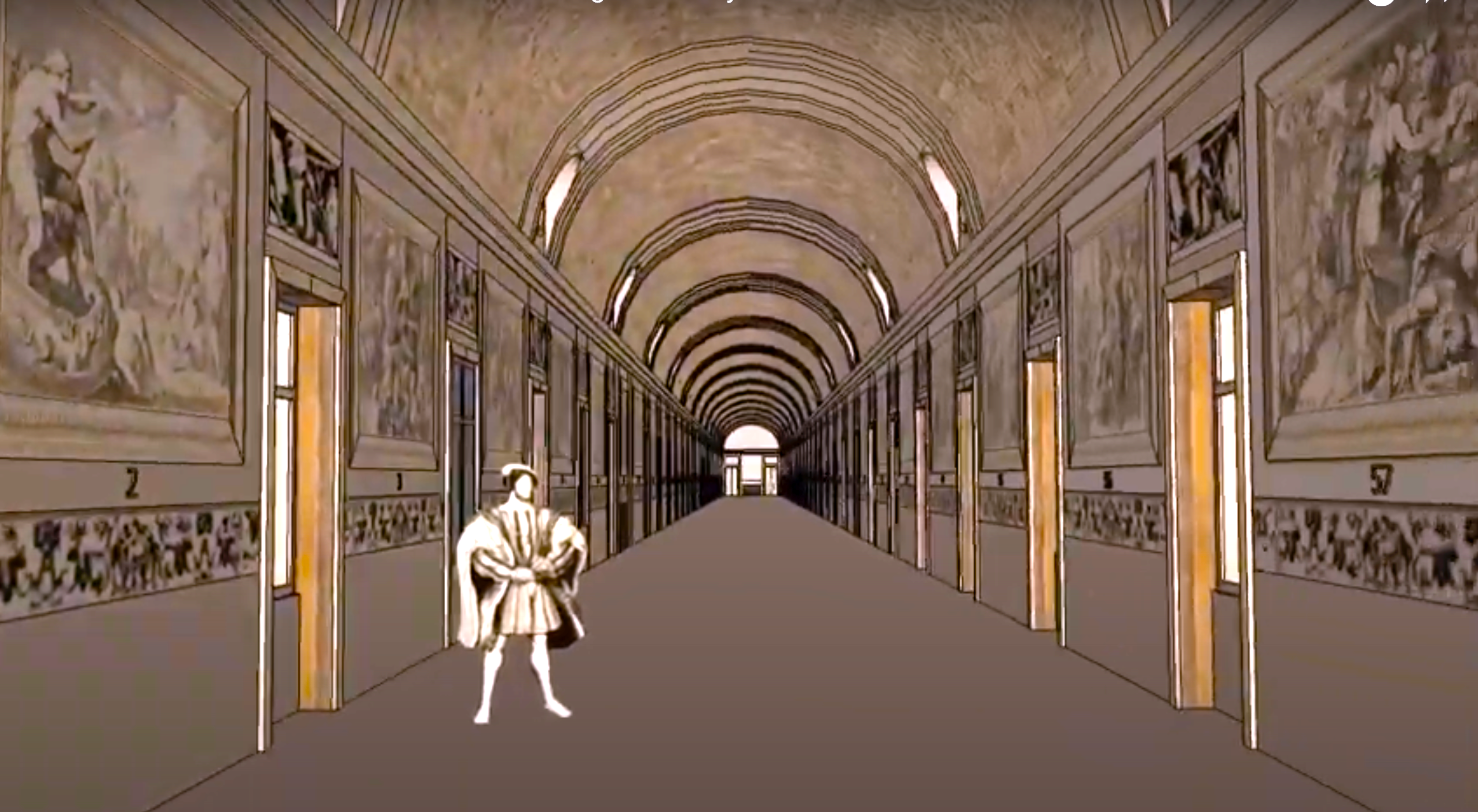
Vue de la galerie d'Ulysse dans la reconstitution numérique de Phidias 3D (les fresques de la Voûte ne sont pas indiquées).

## Destruction de la galerie
Louis XV, soucieux de trouver de nouveaux espaces dans le château de Fontainebleau, la transforma de 1738 à 1741, puis de 1773 à 1774, en fonction des disponibilités offertes par le trésor royal.
La galerie et les décors du Primatice et de Nicolò dell'Abbate furent entièrement détruits en 1738.

## Vestiges du décor
Des artistes comme Rubens, Delacroix ou Odilon Redon ont étudié ces fresques et produit des études.
La mémoire de cette galerie subsiste grâce aux dessins préparatoires du Primatice, à l’ensemble de gravures publié par Theodoor van Thulden en 1633 et aujourd’hui par des recherches universitaires et autres reconstitutions numériques en 3D.
Enfin quelques très rares tableaux exécutés d’après la galerie (deux copies peintes par Ruggiero de Ruggieri (vers 1540-1596), ont été acquises par le château dans les années 1980).

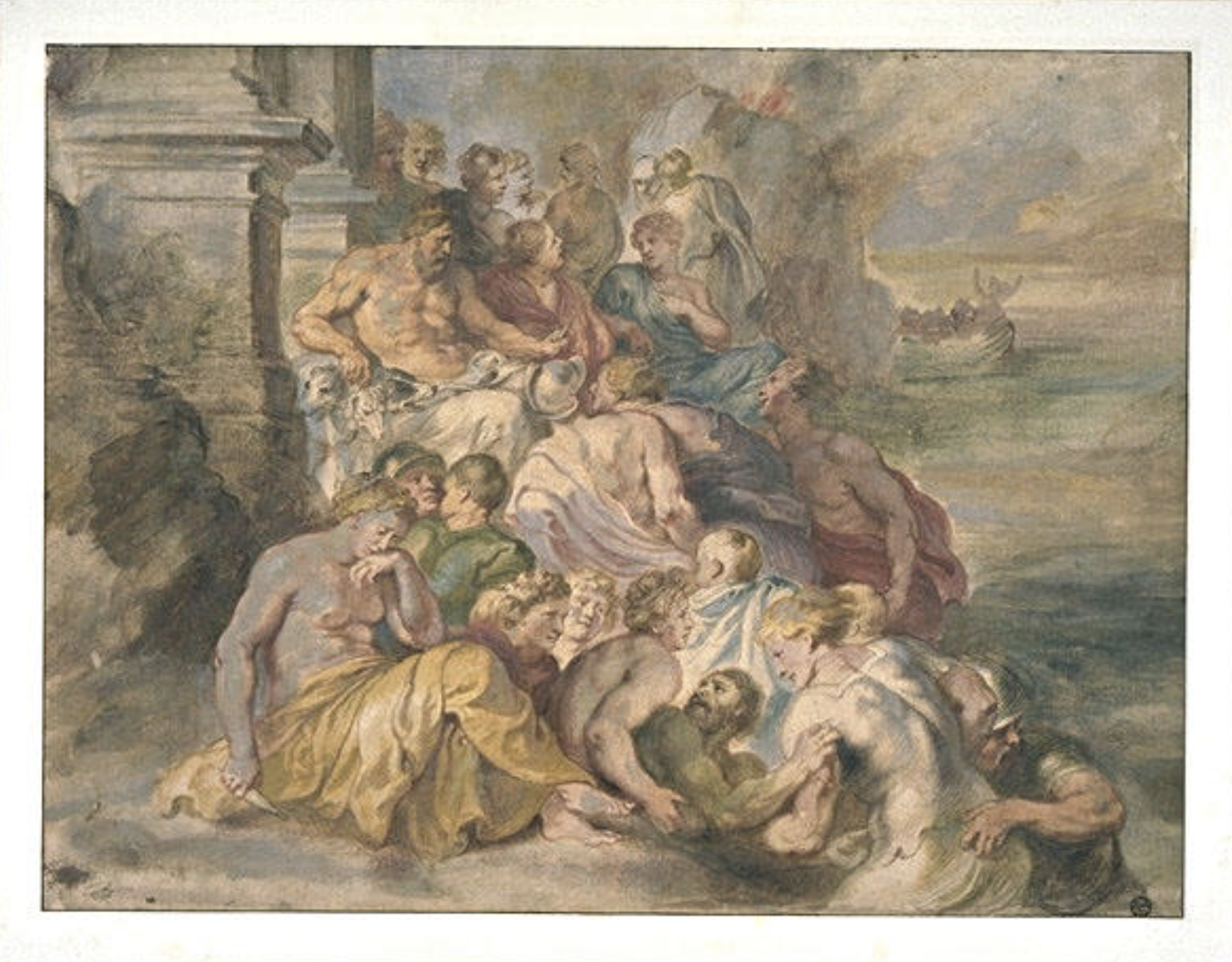
Dessin d’une fresque de la Galerie d’Ulysse attribuée à Pierre Paul Rubens.
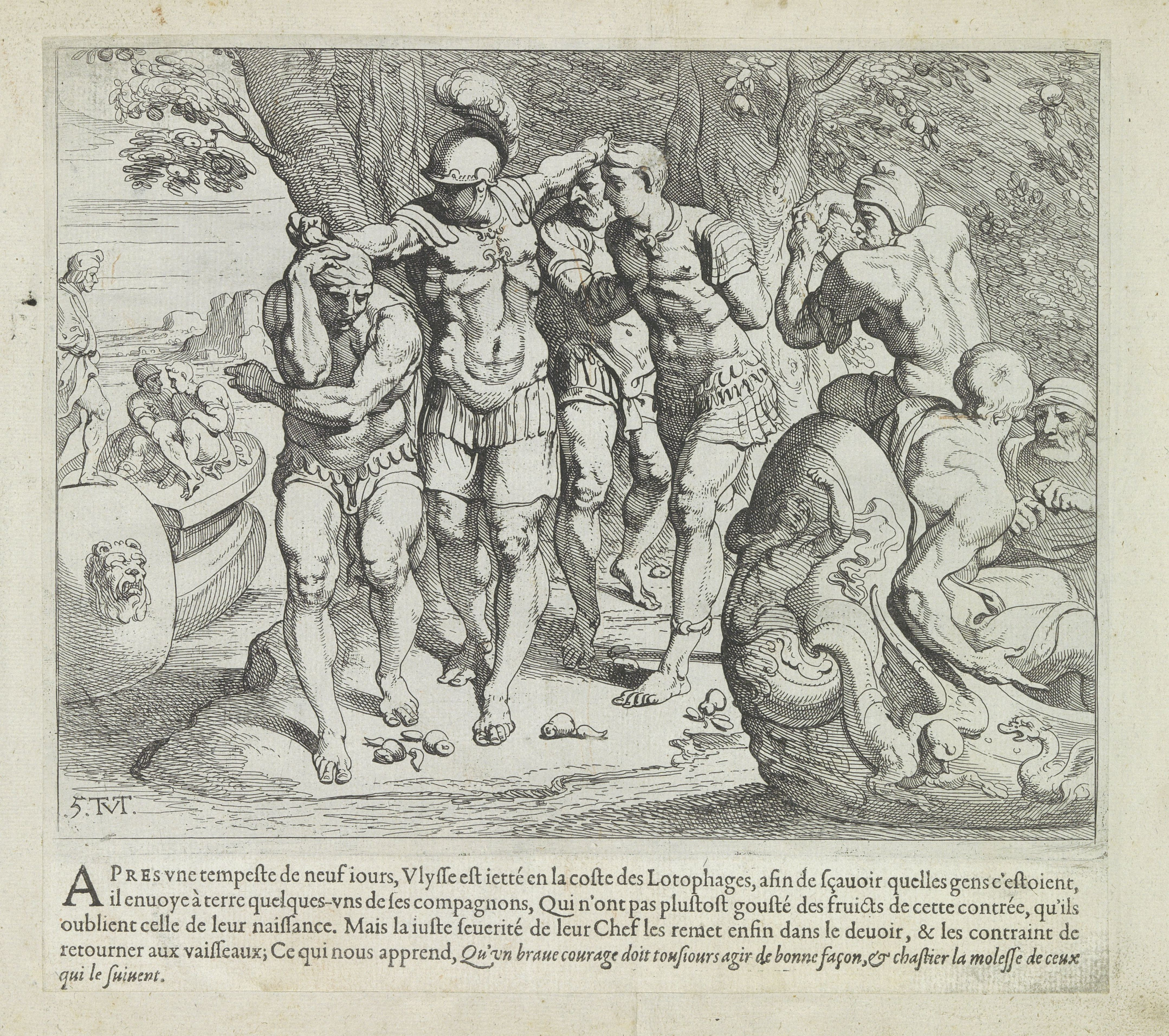
Gravure de Van Thulden des Travaux d'Ulysse.
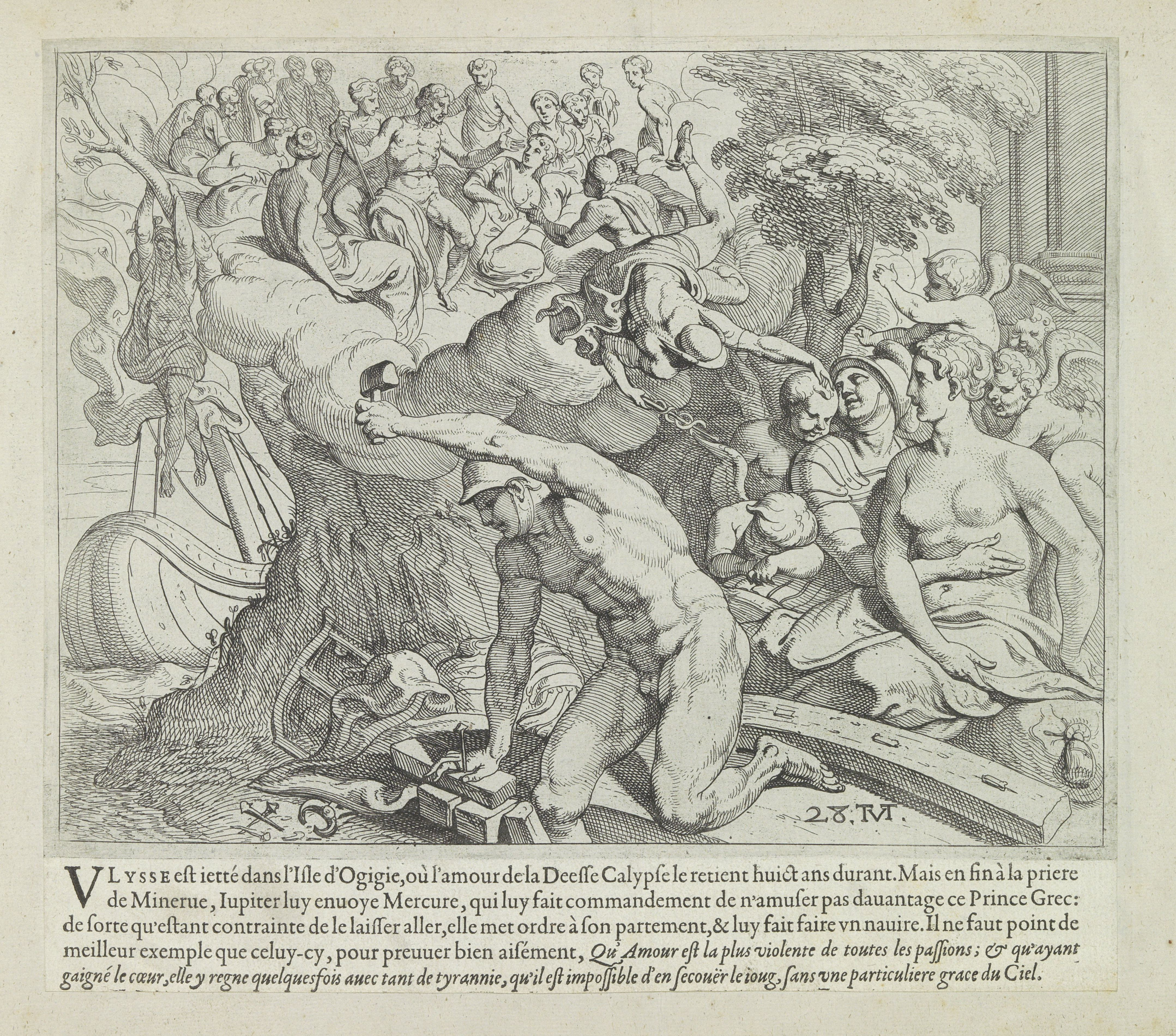
Ulysse et Calipso, Gravure de Van Thulden.
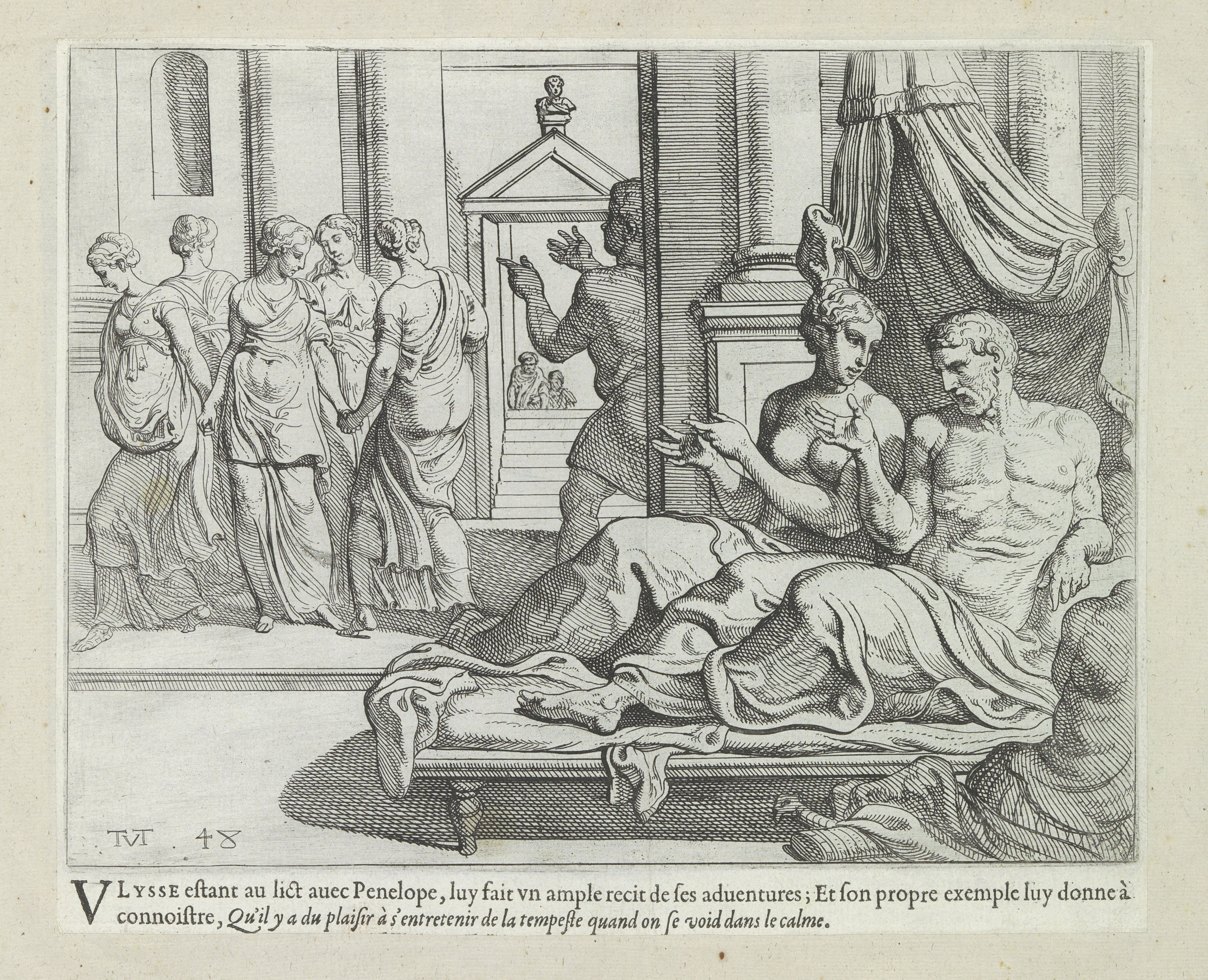
Ulysse et Pénélope, gravure de Van Thulden.
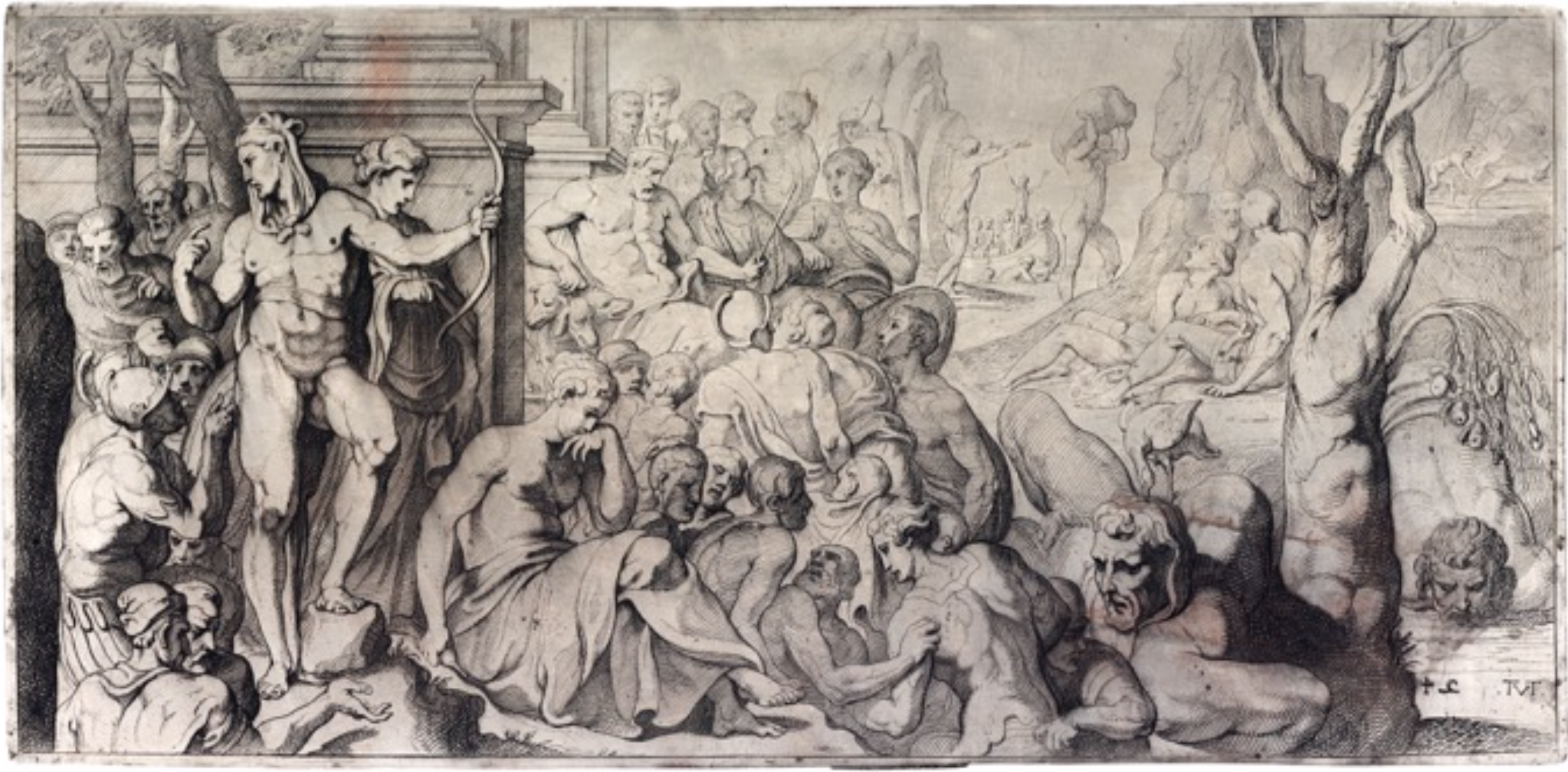
Ulysse aux enfers conversant avec Hercule, gravure de Theodoor Van Thulden d'après Primatice et Nicolo dell'Abbate.

## Sources
- Eric Grebille, « Minerve veille à la Toilette d'Ulysse », sur chateaudefontainebleau.fr
- Claude Mignot, « Fontainebleau revisité - la Galerie d'Ulysse », Revue de l'Art, no 82,‎ 1988, p. 9-18 (lire en ligne, consulté le 28 octobre 2022).
- Alain Roy, Jean Guillaume, Sylvie Béguin, La Galerie d’Ulysse à Fontainebleau, Paris, Presses universitaires de France, 1er décembre 1985, 384 p. (ISBN 978-2130381617).